# Lijst van Belgische medaillewinnaars op de wereldkampioenschappen atletiek
Dit is een lijst van Belgische medaillewinnaars op de wereldkampioenschappen atletiek.

## Medaillewinnaars

### Mannen
| Editie | Onderdeel               | Goud | Zilver                   | Brons                                                                                  |
| ------ | ----------------------- | ---- | ------------------------ | -------------------------------------------------------------------------------------- |
| 1987   | 3000 m steeple          |      |                          | William Van Dijck (8.12,18)                                                            |
|        |                         |      |                          |                                                                                        |
| 1999   | 5000 m                  |      |                          | Mohammed Mourhit (12.58,80)                                                            |
|        |                         |      |                          |                                                                                        |
| 2011   | 400 m                   |      |                          | Kevin Borlée (44,90 s)                                                                 |
|        |                         |      |                          |                                                                                        |
| 2015   | Discuswerpen            |      | Philip Milanov (66,90 m) |                                                                                        |
|        |                         |      |                          |                                                                                        |
| 2019   | 4 x 400 meter estafette |      |                          | Jonathan Sacoor Robin Vanderbemden Dylan Borlée Kevin Borlée (2.58,78) Julien Watrin * |
|        |                         |      |                          |                                                                                        |
| 2022   | 4 x 400 meter estafette |      |                          | Dylan Borlée Julien Watrin Alexander Doom Kevin Borlée (2.58,72) Jonathan Sacoor *     |
| 2022   | Marathon                |      |                          | Bashir Abdi (2:06.48)                                                                  |
| Totaal | Totaal                  | 0    | 1                        | 6                                                                                      |

* deelnemer in eerdere rondes, ook medaillewinnaar

### Vrouwen
| Editie | Onderdeel               | Goud                         | Zilver                    | Brons                                                             |
| ------ | ----------------------- | ---------------------------- | ------------------------- | ----------------------------------------------------------------- |
| 2007   | 4 x 100 meter estafette |                              |                           | Olivia Borlée Hanna Mariën Élodie Ouédraogo Kim Gevaert (42,75 s) |
|        |                         |                              |                           |                                                                   |
| 2017   | Zevenkamp               | Nafissatou Thiam (6784 p)    |                           |                                                                   |
|        |                         |                              |                           |                                                                   |
| 2019   | Zevenkamp               |                              | Nafissatou Thiam (6677 p) |                                                                   |
|        |                         |                              |                           |                                                                   |
| 2022   | Zevenkamp               | Nafissatou Thiam (6947 p WL) |                           |                                                                   |
| Totaal | Totaal                  | 2                            | 1                         | 1                                                                 |